# پس ببخشید
پس ببخشید (به هندی: Tathastu) فیلمی محصول سال ۲۰۰۶ و به کارگردانی آنوبهاو سینها است. در این فیلم بازیگرانی همچون سانجی دات، آمیشا پاتل، جایا پرادا، گلشن گروور، راوی جانکال ایفای نقش کرده‌اند.